# Ludwig Adolph Timotheus Radlkofer
Ludwig Adolph Timotheus Radlkofer (Monaco di Baviera, 19 dicembre 1829 – Monaco di Baviera, 16 febbraio 1927) è stato un botanico tedesco.

## Biografia
Radlkofer divenne medico nel 1854 e conseguì il dottorato in botanica a Jena l'anno successivo. Divenne professore associato di botanica presso l'Università di Monaco nel 1859 e vicedirettore del giardino botanico e dell'erbario dell'università. Nel 1892 fu nominato direttore del Museo Botanico. Diventò professore emerito nel 1913.
Il lavoro principale di Radlkofer era sulla famiglia delle Sapindaceae. Le sue collezioni sono ora a Monaco.

## Opere principali
Tra le sue numerose opere scritte ci sono trattati pubblicati in inglese, come:
- "Three new species of Sapindaceae from western Mexico and Lower California", (1895).
- "New and noteworthy Hawaiian plants", (1911).[1]
- "New Sapindaceae from Panama and Costa Rica", (1914).

Altre opere principali:
- Die Befruchtung der Phanerogamen. Ein Beitrag zur Entscheidung des darüber bestehenden Streites, (1856).
- Der Befruchtungsprocess im Pflanzenreiche und sein Verhältniss zu dem im Thierreiche, (1857).
- Ergänzungen zur Monographie der Sapindaceen-Gattung Serjania, (1875).
- Ueber die Sapindaceen Holländisch-Indiens, (1877).
- Sapindaceae (pubblicato in otto parti 1931-1934); In: Engler Das Pflanzenreich.[2]